# Miriam si sveglia a mezzanotte
Miriam si sveglia a mezzanotte (The Hunger) è un film del 1983 diretto da Tony Scott e interpretato da Catherine Deneuve, David Bowie e Susan Sarandon.
Opera d'esordio del regista, il film è tratto dal romanzo The Hunger di Whitley Strieber.
Il film fu presentato fuori concorso al 36º Festival di Cannes.

## Trama
Miriam è una vampira che ogni due o tre secoli deve cambiare compagno perché quello che si è scelta perde inspiegabilmente la sua "eterna" giovinezza e deperisce rapidamente, fino ad una sorta di letargo.
Il suo attuale compagno, John, sta appunto deperendo e non valgono vittime a ripetizione a rinvigorirlo. Sarah Roberts è una giovane dottoressa che, incuriosita dal caso di John, decide di far visita a casa di Miriam. Quest'ultima si innamora della donna e, ricambiata, la seduce e durante il loro amplesso riesce a morderla al collo e sul braccio, facendola diventare una vampira.
Sarah inizia ad avere strane visioni e alla fine scopre la vera natura di Miriam. Sarah si rifiuta di vivere in questo modo, si vergogna di quello che è diventata e quindi tenta di suicidarsi.
Miriam porta Sarah in soffitta, dove giacciono i suoi ex, ma è in quel momento che essi si risvegliano e, ormai cadaveri, spaventano Miriam a tal punto da farla cadere nella tromba delle scale. Mentre Miriam sta morendo i corpi degli ex poco a poco si dissolvono; la loro maledizione è finalmente spezzata.
Alla fine scopriamo che Sarah è sopravvissuta, vive in un lussuoso appartamento con una nuova compagna e sembra aver adottato il decadente stile di vita di Miriam. Nello scantinato dell'appartamento vediamo una bara ed udiamo la voce di Miriam gridare il nome di Sarah.

## Produzione
La sceneggiatura è stata scritta da Michael Thomas, Ivan Davis e James Costigan.
Il film vanta una fotografia particolarmente ricercata, probabile conseguenza dell'ampia esperienza pubblicitaria di Tony Scott. Importante il ruolo del montaggio in tutta la prima parte nella quale si avvicendano le immagini del tramonto, la performance dei Bauhaus, la coppia e le scimmie impazzite, e che in seguito ricostruiranno un passato lungo oltre quattromila anni.
Nella scena di seduzione tra la Deneuve e la Sarandon, l'attrice francese usa una controfigura. Un giovane Willem Dafoe compare nel brevissimo ruolo del ragazzo che chiede a Sarah di lasciare libera la cabina telefonica. Fu inoltre l'ultima pellicola dell'attrice Bessie Love, precisamente la 120ª.
Gli abiti di Catherine Deneuve sono di Yves Saint-Laurent.

## Colonna sonora
I brani originali della colonna sonora sono stati scritti da Michael Rubini e Denny Jaeger.
Nelle sequenze iniziali viene riprodotto il brano, Bela Lugosi's Dead dei Bauhaus. L'atmosfera della casa signorile è accompagnata dal Trio in Mi bemolle maggiore Op.100 di Schubert. Il corteggiamento tra le due donne è accompagnato dal canto della schiava Mallika e della principessa Lakmè, dall'opera Lakmé di Léo Delibes.
L'album contenente la colonna sonora originale composta da Michel Rubini e Danny Jaeger, è stato pubblicato nel 1983 da Varèse Sarabande in LP e musicassetta.

### Brani
- Bela Lugosi is Dead - Bauhaus
- Dôme épais le jasmin (dall'opera Lakmé) - Léo Delibes
- Miserere - Gregorio Allegri
- Trio in Mi bemolle maggiore Opera 100 - Franz Schubert
- Suite n.1 per violoncello solo in sol maggiore, Preludio, I movimento - Johann Sebastian Bach
- Partita n.3 in Sol-Maggiore 'Gavotte en Rondeau' - Johann Sebastian Bach
- Atto I, Scena 2: Duetto Viens Mallika...Dôme épais le jasmin - Léo Delibes
- Piano Trio No. 1 in C - Édouard Lalo
- Sonata per pianoforte in si bemolle maggiore D 960. Andante sostenuto (2º tempo) - Franz Schubert
- Le Gibet da Gaspard de la Nuit - Maurice Ravel
- Funtime - Iggy Pop (David Bowie e Iggy Pop)
- Nightclubbing - Iggy Pop

### Tracce
1. Schubert: Trio in E Flat, Op. 100 (Excerpt)
2. Beach House (Rubini/Jaeger) Solo Vocal: Stefany Spruill
3. Bach: Suite #1 for Solo Cello in G-Major, Preludium (Excerpt, First Movement)
4. Waiting Room / Flashbacks (Rubini/Jaeger)
5. Sarah's Panic (Rubini/Jaeger)
6. The Arisen (Rubini/Jaeger)
7. Bach. Partita #3 in E-Major, Gavotte En Rondeau (Excerpt)
8. Delibes: Lakme (Excerpt)
9. Sarah's Transformation (Rubini/Jaeger)
10. The Final Death (Rubini/Jaeger)
11. Schubert: Trio in E-Flat, Op. 100 (Excerpt)

## Distribuzione
Il film è stato distribuito in DVD con una galleria fotografica.